# گالشار (خنتی)
گالشار (به لاتین: Galshar) یک منطقهٔ مسکونی در مغولستان است که در استان خنتی واقع شده‌است. گالشار ۶٬۶۷۶ کیلومتر مربع مساحت دارد.